# Alburquerque (kommunhuvudort i Spanien, Extremadura)
Alburquerque är en kommunhuvudort i Spanien.   Den ligger i provinsen Provincia de Badajoz och regionen Extremadura, i den västra delen av landet, 300 km väster om huvudstaden Madrid. Alburquerque ligger 426 meter över havet och antalet invånare är 5 619.
Terrängen runt Alburquerque är huvudsakligen platt, men österut är den kuperad. Alburquerque ligger uppe på en höjd. Runt Alburquerque är det mycket glesbefolkat, med 7 invånare per kvadratkilometer. Alburquerque är det största samhället i trakten. Omgivningarna runt Alburquerque är huvudsakligen savann.